# Чулаково
Чулаково — бывшая деревня в Баганском районе Новосибирской области. Входила в состав Андреевского сельсовета. Исключена из учётных данных в 2009 г.

## География
Площадь деревни — 19 гектар

## История
Основана в 1876 году. В 1928 году деревня Чулакова состояла из 104 хозяйств, основное население — русские. Центр Чулаковского сельсовета Андреевского района Славгородского округа Сибирского края.

## Население
| 1926 | 1976 | 1995 | 2002 | 2007 |
| ---- | ---- | ---- | ---- | ---- |
| 502  | ↘185 | ↘29  | ↘18  | ↘0   |

## Инфраструктура
В деревне по данным на 2006 год отсутствуют социальные объекты.